# Joseph Locke
Joseph Locke (Attercliffe, 9 agosto 1805 – 18 settembre 1860) è stato un ingegnere inglese.

## Biografia
Nasce ad Attercliffe, un sobborgo di Sheffield, nello Yorkshire. All'età di cinque anni si trasferisce con la famiglia nella vicina Barnsley. A 17 anni, aveva già superato un periodo di apprendistato presso la William Stobart a Pelaw, una ditta di costruzioni ferroviarie, sulla riva meridionale del Tyne. Suo padre era un ingegnere minerario esperto, impiegato nella stessa azienda e direttore della miniera Wallbottle, nell'agglomerato urbano del Tyneside, nello stesso periodo e nello stesso luogo in cui George Stephenson, futuro inventore della locomotiva, lavorava come vigile del fuoco.
Nel 1823,  fu coinvolto nella pianificazione della ferrovia tra Stockton e Darlington (Stockton and Darlington Railway).  Joseph si trovò così a lavorare per Stephenson, fondatore di una fabbrica di locomotive nei pressi di Forth Street, nella città di Newcastle upon Tyne, azienda nella quale Joseph, nonostante la giovane età, raggiunse presto una posizione di autorità.
Nel 1834 sposò Phoebe Locke McCreery,  con la quale adottò un bambino. Nel 1838 viene eletto alla Royal Society.

## Ferrovia Liverpool - Manchester
Inizialmente lo stesso George Stephenson realizzò il progetto originale per la linea della ferroviaria Liverpool-Manchester, ma questa risultò essere carente e difettosa, per cui il progetto venne revisionato e perfezionato da un giovane ingegnere di talento, Charles Vignoles.
Dopo che Locke venne incaricato di effettuare un'indagine sui lavori su di un tunnel e aver prodotto una relazione molto critica al progetto di Stephenson, i rapporti fra di loro divennero molto tesi, anche se Locke continuò a lavorare in azienda in quanto, molto probabilmente lo stesso Stephenson ne riconosceva il valore.
Nonostante tutto, nel 1826, il progetto per la nuova linea fu approvato; Stephenson venne promosso ad ingegnere, nominando Locke e Vignole come suoi assistenti. Tuttavia, uno scontro di personalità tra Stephenson e Vignoles, costrinse quest'ultimo alle dimissioni, lasciando Locke unico assistente.
Locke assunse così la responsabilità per la parte occidentale della linea; uno dei principali ostacoli da superare era la grande palude di Chat Moss. Anche se di solito il merito per questa impresa viene attribuito a Stephenson, si ritiene che fosse stato lo stesso Locke a suggerire il modo corretto per attraversarla.
Mentre la linea era in costruzione, per la trazione dei treni i direttori discutevano se fosse opportuno utilizzare motori fissi o locomotive. Sia Stephenson che Locke erano convinti che le locomotive erano più efficienti, per cui nel marzo 1829 i due scrissero una relazione in cui ne dimostravano la superiorità. La relazione convinse gli amministratori ad realizzare una dimostrazione pubblica per individuare la locomotiva più efficiente. Questi collaudi vennero chiamati Rainhill Trials, e furono eseguiti nel mese di ottobre del 1829, e vinti dal modello di locomotiva Rocket.
Quando, nel 1830, la linea venne inaugurata, fu previsto un corteo di otto treni in viaggio da Liverpool a Manchester e ritorno. George Stephenson guidava la locomotiva principale, la "Northumbria" mentre Joseph Locke guidava la "Rocket". La giornata fu funestata dalla morte di William Huskisson, deputato di Liverpool, che in un incidente, venne colpito e ucciso dalla "Rocket".

## Grand Junction Railway
La collaborazione fra i due continuò, e nel 1829 Locke fu sempre l'assistente di George Stephenson, nel il progetto della linea Grand Junction Railway che doveva collegare Newton-le-Willows, nella linea Liverpool-Manchester con Warrington per poi raggiungere Birmingham via Crewe, Stafford e Wolverhampton, per un totale di 130 km di lunghezza.
Durante la costruzione della ferrovia Liverpool-Manchester, Stephenson aveva mostrato di non essere all'altezza nella pianificazione di grandi progetti di ingegneria civile. D'altra parte la capacità di Locke di una analoga gestione era cosa assai nota.
A quel punto gli amministratori della nuova ferrovia decisero di fare un compromesso:  Locke venne incaricato di gestire la costruzione della parte settentrionale della linea, mentre a Stephenson la parte meridionale. Tuttavia l'inefficienza amministrativa di Stephenson divenne ben presto evidente : Locke aveva stimato rapidamente i costi per la sua parte di linea in modo così meticoloso e aveva già firmato tutti i contratti per la costruzione della sua sezione, prima che un solo contratto fosse stato firmato per la sezione di Stephenson. La compagnia ferroviaria perse la pazienza con Stephenson, ma cercò comunque un compromesso, rendendo i due co-ingegneri, alla pari. Stephenson, dall'alto del suo egocentrismo, non accettò, per cui si dimise dal progetto.
Così nell'autunno del 1835 Locke venne nominato ingegnere capo di tutta la linea. Ciò causò una spaccatura fra i due uomini rendendo la loro relazione ancor più tesa. Fino a questo punto Locke era sempre rimasto in ombra rispetto a George Stephenson. Da quel momento, sarebbe stato indipendente, e responsabile dei suoi successi o fallimenti.

## Viadotto Dutton
L'opera principale di Locke fu il viadotto Dutton che attraversa il canale navigabile Weaver tra i villaggi di Dutton ed Acton Bridge nel Cheshire. Il viadotto è composto da 20 archi con luci di 20 m. La linea venne inaugurata il 4 luglio 1837. La prova della capacità di Locke di stimare con precisione i costi è data dal fatto che la costruzione della linea Grand Junction venne a costare £ 18.846 per chilometro, contro le stime iniziali di £ 17.000. Questo valore era molto più accurato rispetto ai costi stimati da Stephenson, per la Londra - Birmingham Railway, che da Brunel per Great Western Railway.

## Lancaster e ferrovia di Carlisle
Cosa differenziava i metodi di rilevamento di Stephenson e Locke? Stephenson aveva iniziato la sua carriera di ingegnere in un momento storico in cui le locomotive non erano ancora in grado di superare pendenze eccessive, per cui, per evitarle era spesso costretto ad aggirarle, aumentando la lunghezza della ferrovia. Locke, invece, poneva maggior fiducia nella capacità delle locomotive moderne di superare dislivelli maggiori. Un esempio di questo fu il progetto della linea Lancaster - Carlisle, nella quale era necessario superare le montagne del Lake District.
Nel 1839 Stephenson propose un percorso tortuoso che evitava il Lake District aggirandolo attorno alle località di Morecambe Bay e West Cumberland affermando: "Questa è l'unica linea praticabile da Liverpool a Carlisle. La realizzazione di una ferrovia attraverso Shap Fell è fuori questione."  I direttori respinsero il suo progetto e scelsero quello di Locke, anche se era necessario superare una forte pendenza per giungere fino a al passo di Shap Fell. La linea venne completata da Locke e fu un successo.
Le differenze di opinione tra Locke e Stephenson andavano oltre la scelta del tracciato per la linea Lancaster - Carlisle e questo mostra la differenza di filosofia tra i due sulle modalità di costruzione di una linea ferrovia. Entrambi erano disposti a fare di tutto per evitare pendenze eccessive, anche se questo significava scegliere un percorso tortuoso e ad aggiungere chilometri di binari. Locke, d'altro canto riteneva che si sottovalutava la potenza delle locomotive più moderne, e che era possibile scegliere il percorso più breve possibile, anche se implicava il superamento di una forte pendenza.
Il suo ragionamento era che, evitando percorsi lunghi e gallerie, la linea poteva essere terminata più rapidamente, con meno costi, e generando quanto prima profitti. Locke adottò un simile approccio nel pianificare la Caledonian Railway, da Carlisle a Glasgow, introducendo gradienti di 1 a 75, impegnando moltissimo e a pieno carico anche le locomotive più moderne. I treni che dovevano superare determinati tratti erano oggettivamente in difficoltà . Questi fatti mostrano che, a quel tempo, agli albori dell'era moderna, non sempre Locke aveva ragione.

## La ferrovia Manchester - Sheffield
Locke fu in seguito incaricato nella costruzione di una linea ferroviaria tra Manchester e Sheffield, in sostituzione di Charles Vignoles come direttore di macchina, dopo che quest'ultimo fu colpito da avversità e difficoltà finanziarie.
Il progetto comprendeva il tunnel di Woodhead, lungo 4.82 km. La linea venne inaugurata e aperta, dopo molti ritardi, il 23 dicembre 1845. La sua costruzione richiese il contributo di oltre un migliaio di manovali e costò la vita a trentadue di loro e il ferimento di altre 140. Il tunnel Woodhead era una impresa difficile, che George Stephenson affermava impossibile da realizzare, dichiarando che avrebbe “bruciato” la prima locomotiva che avesse tentato di attraversarlo. Fu calcolato che la mortalità tra i manovali al Tunnel Woodhead era di poco superiore al 3%,  mentre la mortalità tra i soldati durante la battaglia di Waterloo fu solo del 2,11%.

## Commissioni successive
Nel nord, Locke aveva progettato anche i nodi ferroviari di Preston e Lancaster, a Glasgow la ferrovia Paisley - Greenock  ad Edimburgo, la Caledonian Railway da Carlisle a Glasgow.  Nel sud della Gran Bretagna, ha lavorato anche al progetto della ferrovia Londra - Southampton, in seguito chiamata South Western Railway, durante la cui progettazione, tra le altre strutture, venne costruito nel 1848 il ponte ferroviario di Richmond, nel 1849 il ponte di Barnes, entrambi sul Tamigi, le gallerie di Micheldever, il viadotto a 12 archi di Quay Street, quello a 16 archi di Cams, ed infine il viadotto di Hills.

## Il viadotto di Barentin dopo la ricostruzione
Locke venne attivamente coinvolto nella progettazione e nella costruzione di numerose ferrovie in tutta Europa, tra cui il collegamento ferroviario tra Le Havre, Rouen, e Parigi, la ferrovia di Barcellona, una linea olandese e la ferrovia tedesca renana.
Era presente a Parigi, durante un incidente ferroviario avvenuto a Versailles nel 1842: fu incaricato di scrivere una relazione sui fatti per conto del generale Charles Pasley dell'Ispettorato ferroviario. Fu testimone di un catastrofico fallimento: il viadotto di Barentin, costruito sul nuovo collegamento Parigi-Le Havre. Il viadotto era di pietra e mattoni a Barentin vicino a Rouen, ed era il più lungo e più alto di tutta la linea : 108 metri di altezza, composto da 27 archi, ognuno lungo 50 metri,  per un totale di oltre 1600 metri. Un ragazzo, la mattina presto, verso le 6:00, fu testimone del disastro: vide collassare la prima arcata, la quinta sul lato di Rouen, le altre seguirono, come un castello di carte.
Fortunatamente, nessuno perse la vita, anche se molti operai furono feriti nei pressi di un mulino situato al di sotto della struttura. A Locke attribuito il fallimento catastrofico, dovuto all'azione intrusiva del gelo sull'innovativo calce-cemento, con il quale era stato costruito il viadotto. Il viadotto venne ricostruito da Thomas Brassey, ed è ancora utilizzato. Caratteristiche distintive delle linee ferroviarie di Locke erano : economia, uso di ponti in muratura, e dove possibile l'assenza di gallerie. Un esempio di questo è che non ci sono tunnel tra Birmingham e Glasgow.

## Rapporti con Robert Stephenson
All'inizio della loro carriera, Locke e Robert Stephenson erano buoni amici, ma questa iniziò ad incrinarsi, quando Locke ebbe un litigio con il padre di Robert, George. Ma dopo la morte di George nel mese di agosto 1848, l'amicizia dei due si riaccese. Quando Robert Stephenson morì nell'ottobre del 1859, Joseph Locke disse di lui :  "fu l'unico vero amico della mia giovinezza, la compagnia dei miei anni di maturazione, e un concorrente nella corsa della vita". Locke mantenne rapporti amichevoli anche con il suo ingegnere e rivale, Isambard Kingdom Brunel.
Nel mese di aprile del 1845, Locke e Stephenson vennero entrambi chiamati a testimoniare davanti due commissioni.  Il Comitato Ristretto della Camera dei Comuni stava indagando sul progetto di linea ferroviaria proposta da Brunel. Brunel e Vignoles parlarono a sostegno del progetto, mentre Locke e Stephenson contro. Brunel proponeva uno scartamento di 7 ft,  (2,13 metri) lo stesso utilizzato dalla Great Western Railway, mentre Locke e Stephenson proponevano l'adozione di uno scartamento a 8 ½  ft, (2,59 metri)  lo stesso che avevano utilizzato su diverse linee da loro costruite, calibro che infine venne adottato come standard.